# James Tinling
James Tinling, noto anche come James S. Tinling, (Seattle, 8 maggio 1889 – Los Angeles, 14 maggio 1967), è stato un regista statunitense.

## Biografia
Nato nel 1889 a Seattle, nello stato di Washington, cominciò a lavorare nel cinema nel 1925 come aiuto regista. Due anni dopo, firmò la sua prima regia, Very Confidential. Nel giro di una trentina di anni, girò poco più di cinquanta film talvolta in collaborazione, continuando saltuariamente a fare l'aiuto o il regista della seconda unità. Negli ultimi anni di carriera, passò a lavorare per la televisione, dirigendo numerosi episodi di serie tv.
Morì a Los Angeles il 14 maggio 1967 a 78 anni.

## Filmografia[1]

### Regista
- Very Confidential (1927)
- Soft Living (1928)
- Il marito provvisorio
- Il bacio di Giuda (True Heaven) (1929)
- La principessina capricciosa (The Exalted Flapper)  (1929)
- Words and Music (1929)
- Il prezzo di un bacio (One Mad Kiss) (1930)
- El precio de un beso  (1930)
- For the Love o' Lil (1930)
- Il diluvio (The Flood) (1931)
- El caballero de la noche (1932)
- El último varon sobre la Tierra (1933)
- Arizona to Broadway (1933)
- The Last Trail (1933)
- Jimmy and Sally (1933)
- Three on a Honeymoon (1934)
- Call It Luck (1934)
- Serenata di Schubert (Love Time) (1934)
- Señora casada necesita marido (1935)
- George White's 1935 Scandals, co-regia George White e, non accreditato, Harry Lachman (1935)
- Under the Pampas Moon (1935)
- Welcome Home (1935)
- L'artiglio giallo (Charlie Chan in Shanghai) (1935)
- Your Uncle Dudley, co-regia Eugene Forde (1935)
- Every Saturday Night (1936)
- Champagne Charlie (1936)
- Educating Father (1936)
- Pepper (1936)
- Back to Nature (1936)
- The Holy Terror (1937)
- The Great Hospital Mystery (1937)
- Angel's Holiday (1937)
- Sing and Be Happy (1937)
- 45 Fathers (1937)
- Change of Heart (1938)
- Mr. Moto's Gamble (1938)
- Passport Husband (1938)
- Sharpshooters (1938)
- Boy Friend (1939)
- Last of the Duanes (1941)
- Riders of the Purple Sage (1941)
- Lone Star Ranger (1942)
- Sundown Jim (1942)
- Cosmo Jones, Crime Smasher (1943)
- Rendezvous 24 (1946)
- Deadline for Murder (1946)
- Strange Journey (1946)
- Dangerous Millions (1946)
- Second Chance (1947)
- Roses Are Red (1947)
- Night Wind (1948)
- Trouble Preferred (1948)
- Tales of Robin Hood (1948)

### Aiuto regista
- The Ancient Mariner, regia di Chester Bennett e Henry Otto (1925)
- Bolidi in corsa (The Road to Glory), regia di Howard Hawks (1926)
- Le disgrazie di Adamo (Fig Leaves), regia di Howard Hawks (1926)
- Oasi dell'amore (Fazil), regia di Howard Hawks (1928)

### Regista 2a unità
- Alì Babà va in città (Ali Baba Goes to Town), regia di David Butler (1937)
- Alba fatale (The Ox-Bow Incident), regia di William A. Wellman (1943)
- Il vendicatore silenzioso (Smoky), regia di Louis King (1946)

### Tv
- Bill, the Babysitter, episodio tv Beulah (1951
- Mio padre, il signor preside (1951)
- Squadra mobile (1951-1953)
- Furia (Fury) (1959)